# Love Letter (써니힐의 음반)
《Love Letter》는 써니힐의 데뷔 앨범이다. 2007년 9월 20일 발매되었다.

## 특징
- 싱글음반이긴 하나 미니앨범에 가깝다
- Love letter앨범은 9월 20일 온라인 상으로만 공개하였고 오프라인 발매는 10월 4일에 발매하였다[1]
- 방송활동은 하지 않았고 인터넷 UCC를 통해 그룹을 알리는데 노력하였다
- 싸이월드에서 타이틀 곡인 통화 연결음이 큰 인기를 얻었다[2]
- 한국문화콘텐츠진흥원 주관 2007년 11월 우수 신인음반에 선정되었다[3]

## 트랙리스트

### Love Letter
| #  | 제목                        | 작사   | 작곡   | 편곡 | 재생 시간 |
| -- | --------------------------- | ------ | ------ | ---- | --------- |
| 1. | 〈너니까〉                  | 김영아 | 이민수 | 3:53 |           |
| 2. | 〈Good-bye New York〉       | 정성헌 | 박기호 | 3:55 |           |
| 3. | 〈통화 연결음〉             | 김영아 | 정성헌 | 4:02 |           |
| 4. | 〈가버려〉                  |        |        | 3:25 |           |
| 5. | 〈너니까(inst)〉            |        | 이민수 | 3:53 |           |
| 6. | 〈Good-bye New York(inst)〉 |        |        | 3:55 |           |
| 7. | 〈통화 연결음(inst)〉       |        | 정성헌 | 4:02 |           |
| 8. | 〈가버려(inst)〉            |        |        | 3:25 |           |